# 소철 (철광상)

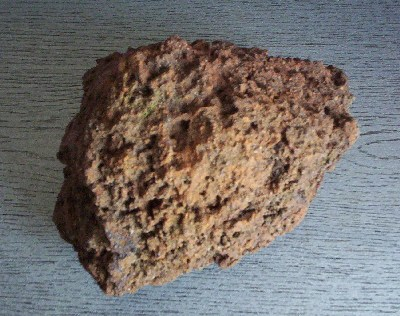
소철광

소철(沼鐵, bog iron)은 철세균의 생화학적 산화로 인해 늪이나 습원의 흙탕물에 침전되는 불순한 철이다. 대개 수산화철, 침철석의 형태로 존재한다.